# جوزف زیتو
جوزف زیتو (به انگلیسی: Joseph Zito) کارگردان و تهیه کننده فیلمهای سینمایی سابق اهل ایالات متحده امریکاست. او شاید به دلیل این که فیلم‌های بسیار زیادی از جمله عملیات جنگی، تهاجم آمریکایی، ولگرد و جمعه سیزدهم: فصل نهایی را با بودجه‌های کم به اتمام رسانده‌است، در ایالات متحده آمریکا به شهرت رسیده‌است. در اواسط سال ۱۹۸۰ زیتو، نسخه کنونی مرد عنکبوتی را ساخت که قبل از وی، این نسخه هرگز ساخته نشده بود.

## کارگردانی
- آدم ربایی (فیلم ۱۹۷۵) - Abduction
- خون ریزی (فیلم ۱۹۷۹) - Bloodrage
- ولگرد (فیلم ۱۹۸۱) - The Prowler
- جمعه سیزدهم: فصل نهایی (۱۹۸۴) - Friday the 13th: The Final Chapter
- عملیات جنگی (فیلم ۱۹۸۴) - Missing in Action
- تهاجم آمریکایی (فیلم ۱۹۸۵) - Invasion U.S.A.
- عقرب قرمز (فیلم ۱۹۸۸) - Red Scorpion
- نیروی دلتا: آخرین عملیات (فیلم ۲۰۰۰) - Delta Force One: The Lost Patrol
- بازی قدرت (فیلم ۲۰۰۳) - Power Play

## پیوند پیوند به بیرون
- Joseph Zito در بانک اطلاعات اینترنتی فیلم‌ها (IMDb)

مشارکت‌کنندگان ویکی‌پدیا. «Joseph Zito». در دانشنامهٔ ویکی‌پدیای انگلیسی، بازبینی‌شده در ۲۷ اکتبر ۲۰۱۵.